# Lazarum
Lazarum é um género botânico pertencente à família Araceae.